# خنافس الجلد
خنافس الجلد أو خنافس النمل الدموية  أو درمستيدي هي فصيلة من غمديات الأجنحة (Coleopter). وتشتمل الأسماء الشائعة الأخرى على الخنفساء الكرارية أو المخزنية وخنافس الاختفاء أو الجلود وخنافس السجاد وخنافس خبرا (khapra). وهناك حوالي 500 إلى 700 نوع متاح في مختلف أرجاء العالم. ويمكن أن يتراوح حجمها من 1 إلى 12 مم. ومن السمات الرئيسية للخنافس البالغة الجسم المستدير البيضاوي والمغطى بالقشور أو الشعر الصلب. وتتناسب قرون الاستشعار (التي غالبًا) ما تكون ضاربة مع الثقوب العميقة. ويتناسب الفخذ كذلك مع ثقوب الورك. واليرقات من نوع اليرقات المقوسة كما أنها مغطاة بالشعر الصلب كذلك.
وتتميز عائلة ديرميستيد (Dermestids) بأنها لها مجموعة متنوعة من المواطن، ومعظم الأجناس نابشة في الفضلات حيث إنها تتغذى على مواد الحيوانات والنباتات الجافة، مثل الجلد أو حبوب اللقاح أو شعر الحيوانات أو الريش أو الحشرات الميتة أو الألياف الطبيعية. ويمكن العثور على خنافس ديرمستيس في جثث الحيوانات، بينما يمكن العثور على غيرها في عشش الثدييات أو الطيور أو النحل أو الدبور. ويعيش الجنس Thaumaglossa فقط مع بيض السرعوف، في حين أن أنواع Trogoderma هي عبارة عن آفات للحبوب.
ولهذه الخنافس قيمة كبيرة في علم حشرات الطب الشرعي. وبعض الأنواع تشتهر باقترانها بالجثث المتحللة، مما يساعد في التحقيقات الجنائية. وبعض الأنواع عبارة عن آفات (علم الحشرات الحضرية) ويمكن أن تسبب أضرارًا ضخمة في الألياف الطبيعية في المنازل والشركات.
وهي تستخدم في تحنيط الحيوانات ومن قبل بعض متاحف التاريخ الطبيعي من أجل تنظيف الهياكل العظمية. وبعض أنواع dermestid، التي تشتهر باسم «بق القوس» تصيب علب الكمان، حيث تتغذى على شعر القوس.